# Флаг Чановского района
Флаг Ча́новского муниципального района Новосибирской области Российской Федерации.
Флаг утверждён 12 апреля 2005 года и внесён в Государственный геральдический регистр Российской Федерации с присвоением регистрационного номера 1856.

## Описание
«Флаг Чановского района представляет собой прямоугольное полотнище синего цвета несущее в середине изображение двух белых лебедей с жёлтыми клювами, плывущих друг к другу. 

Внизу полотнища проходят три горизонтальных полосы белого, синего и жёлтого цветов, занимающих 1/14, 1/42, и 1/8 ширины флага соответственно. У древка полотнища проходит зелёная полоса, занимающая 1/6 длины флага и несущая стилизованные изображения трёх жёлтых караваев с солонками. 

Отношение ширины флага к его длине 2:3».